# Horace Jones

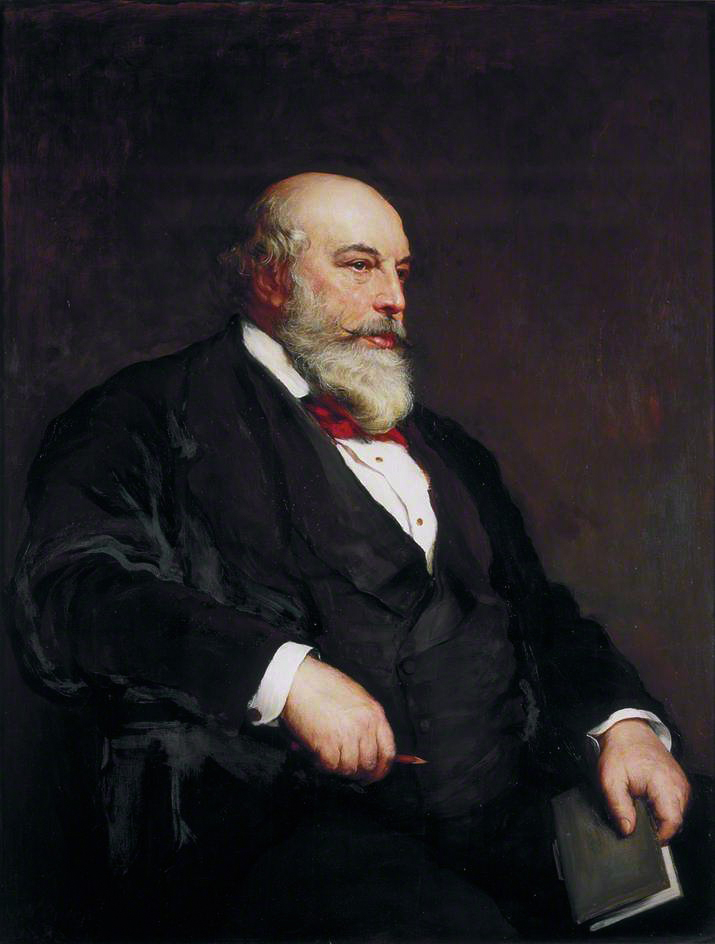
Horace Jones, Gemälde von Walter William Ouless (1886)

Sir Horace Jones (geboren am 20. Mai 1819 in London; gestorben am 21. Mai 1887 ebenda) war ein britischer Architekt. Ab 1864 war er Stadtbaumeister der City of London, als sein bekanntester Entwurf gilt die Tower Bridge.

## Leben
Horace Jones kam am 20. Mai 1819 als Sohn des Solicitors David Jones und dessen Frau Sarah Lydia Shephard in London zur Welt. Nach der Schulzeit absolvierte er eine Ausbildung bei dem Architekten und Landvermesser John Wallen. Anschließend begab er sich auf eine längere Reise durch Südeuropa, wo er historische Bauwerke in Italien und Griechenland studierte. 1843 ließ sich Jones in Holborn als Architekt nieder. Anfang 1864 übernahm er den Posten des Stadtbaumeisters (englisch architect and surveyor) der City of London, wodurch er zugleich auch für deren Stadtplanung und die Themsebrücken zuständig wurde. Im April 1875 heiratete Jones Ann Elizabeth Patch, die Tochter eines Barristers.
Jones engagierte sich beim Royal Institute of British Architects. Dort war er ab 1842 assoziiertes Mitglied und ab 1855 Fellow, von 1882 bis 1884 hatte er den Posten des Präsidenten inne. Jones war außerdem ein aktiver Freimaurer, von 1882 bis zu seinem Tode bekleidete er in seiner Loge den Rang eines Grand Superintendent of Works. Im Juli 1886 wurde Jones zum Ritter geschlagen. Er starb am 21. Mai 1887, einen Tag nach seinem 68. Geburtstag, in London, seine Grabstätte befindet sich auf dem Friedhof West Norwood.

## Wirken
Während seiner Zeit als freiberuflicher Architekt entwarf Jones unter anderem Bürogebäude für Unternehmen aus unterschiedlichen Branchen, ein neues Rathaus für Cardiff, die Surrey Music Hall in Newington sowie Caversham Hall. Er wurde auch mehrfach mit der Durchführung von Immobilienprojekten beauftragt.
Nach dem Wechsel in die Dienste der City of London 1864 plante Jones naturgemäß Neuerrichtungen, Erweiterungen und Umgestaltungen öffentlicher Bauwerke. In die Anfangszeit fielen die Fertigstellung der psychiatrischen Klinik in Dartford, die sein Amtsvorgänger James Bunstone Bunning begonnen hatte sowie ein neues Dach für die Guildhall. Zu einem Schwerpunkt entwickelte sich die Gestaltung einer Reihe von Markthallen, so Leadenhall Market, der Fischmarkt Billingsgate, der Viehmarkt auf dem Gelände der ehemaligen Werft in Deptford und mehrere, getrennte Hallen für Fleisch, Obst, Gemüse, Geflügel und sonstige Lebensmittel in Smithfield. Nach einem Entwurf von Jones entstand 1880 am Temple Bar eine Gedenksäule anstelle des zuvor abgetragenen Stadttores von Christopher Wren. Als letztes bedeutenderes Objekt gilt das Ende 1886 eingeweihte Gebäude der Guildhall School of Music in der John Carpenter Street.
Jones erkannte auch die Notwendigkeit. die Verkehrsverhältnisse auf den Brücken über die Themse zu verbessern. Ein von ihm zunächst gemachter Vorschlag zur Erweiterung der London Bridge fand aber nicht die Zustimmung der Verwaltung. 1876 kam er zu dem Schluss, dass die beste Variante der Neubau einer Hängebrücke mit einem hochklappbaren Mittelteil sei. Er erstellte daher, gemeinsam mit dem Ingenieur John Wolfe-Barry, die Planung eines derartigen Bauwerks auf Höhe des Towers. Mit dem Bau wurde 1886 begonnen, die Fertigstellung 1894 erlebte Jones nicht mehr.

## Bildergalerie

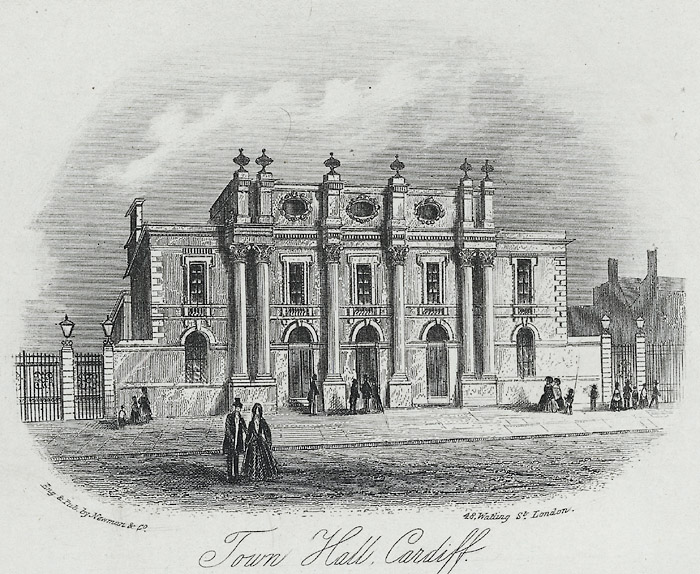
Rathaus von Cardiff
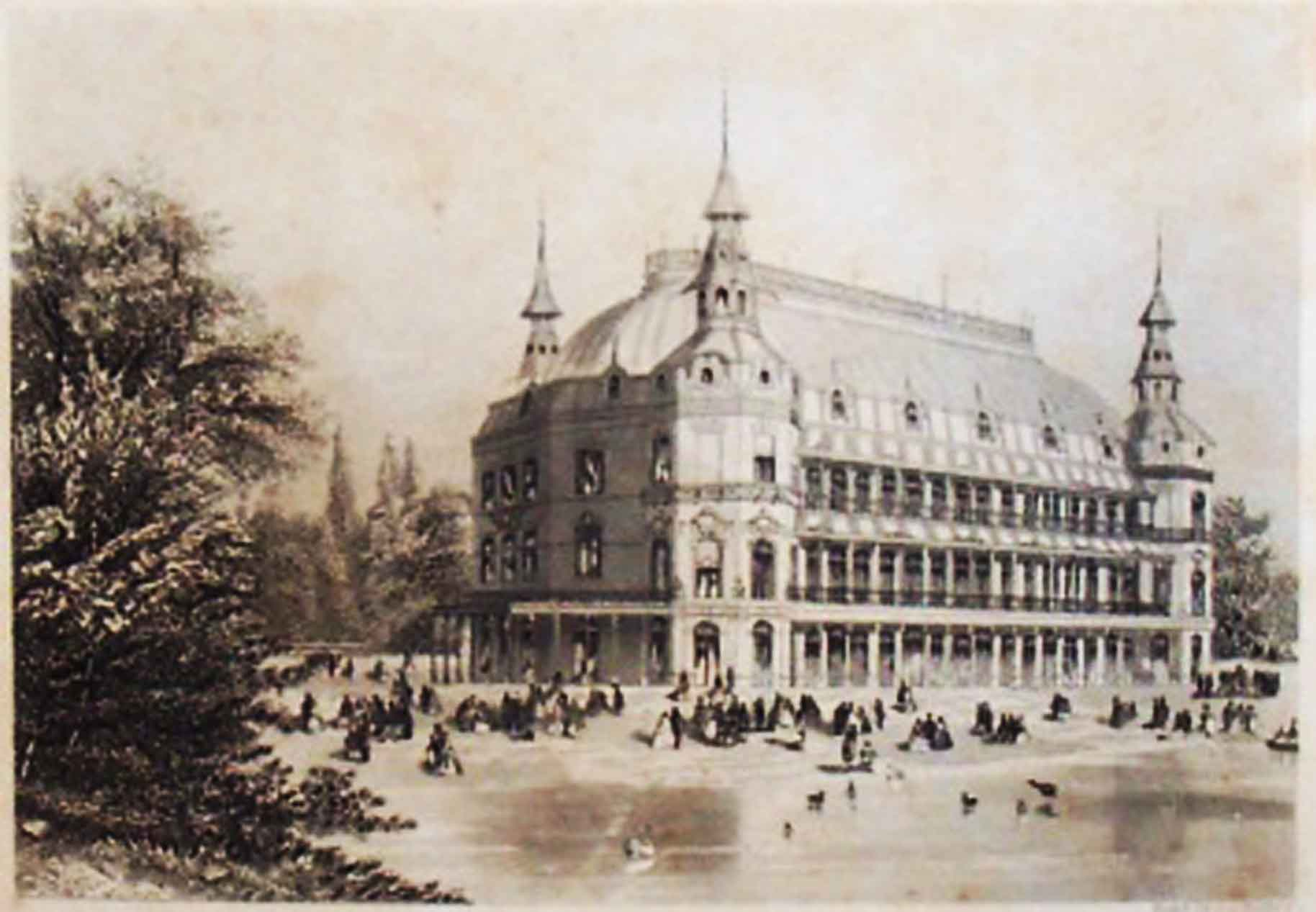
Surrey Music Hall
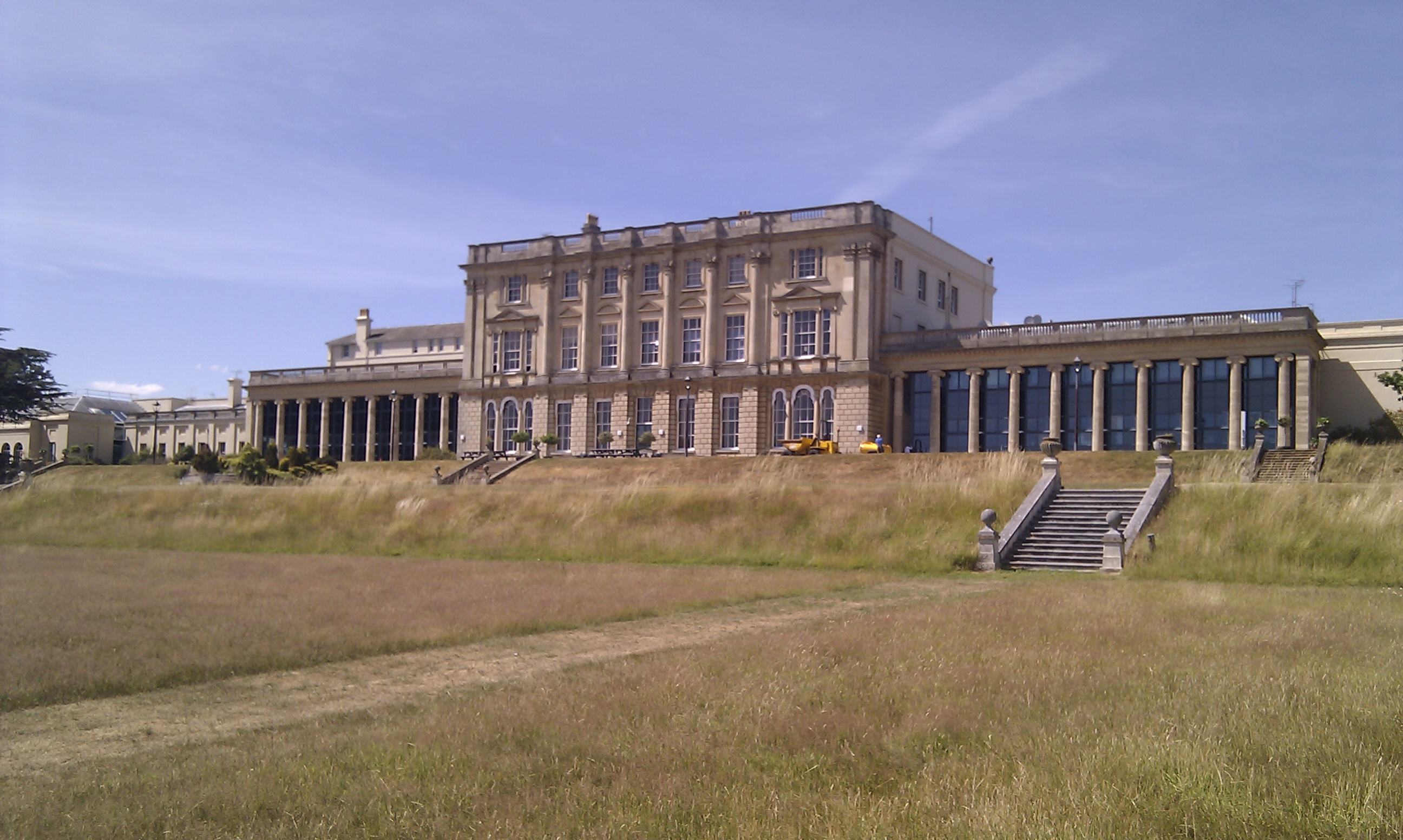
Caversham Hall
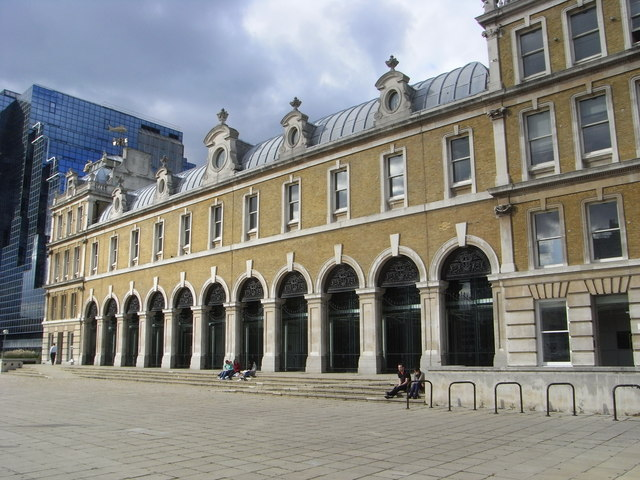
Fischmarkt in Billingsgate
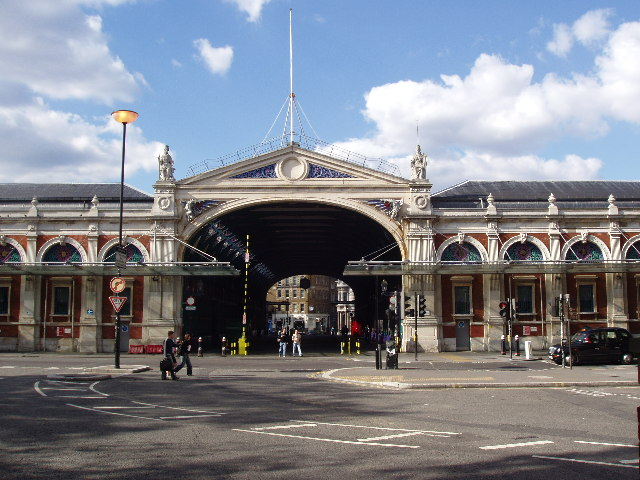
Fleischmarkt in Smithfield
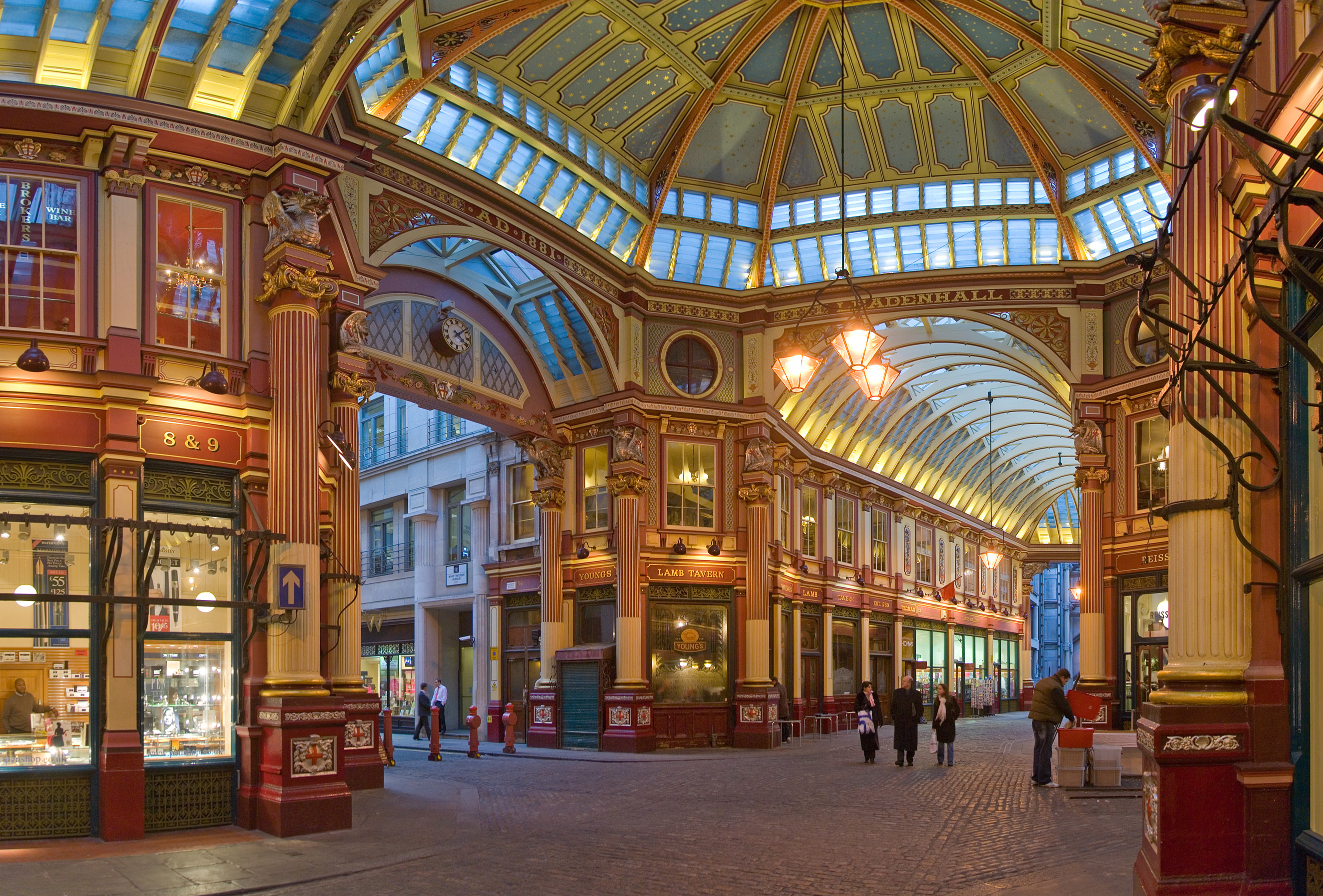
Markt in Leadenhall
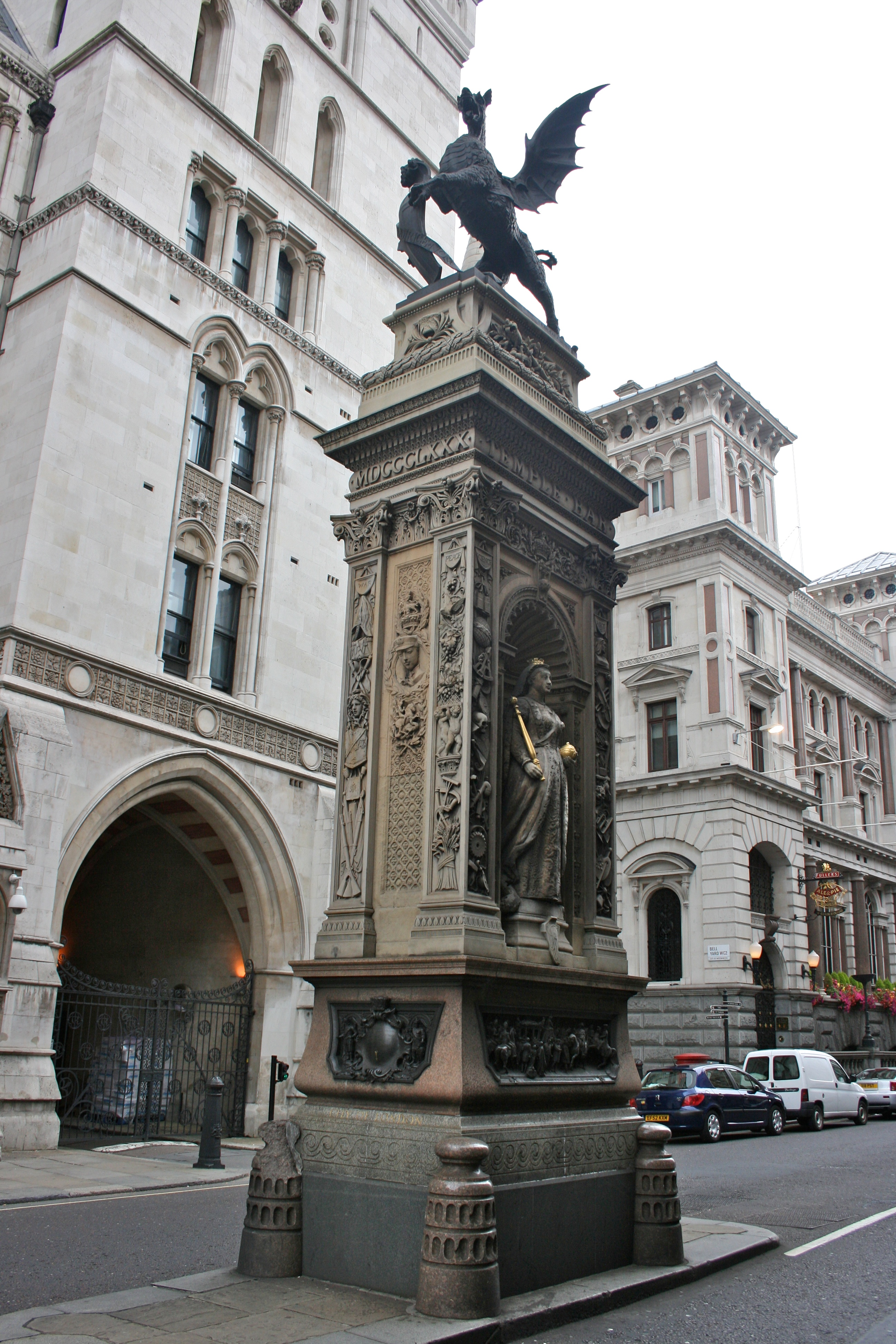
Denkmal am Temple Bar
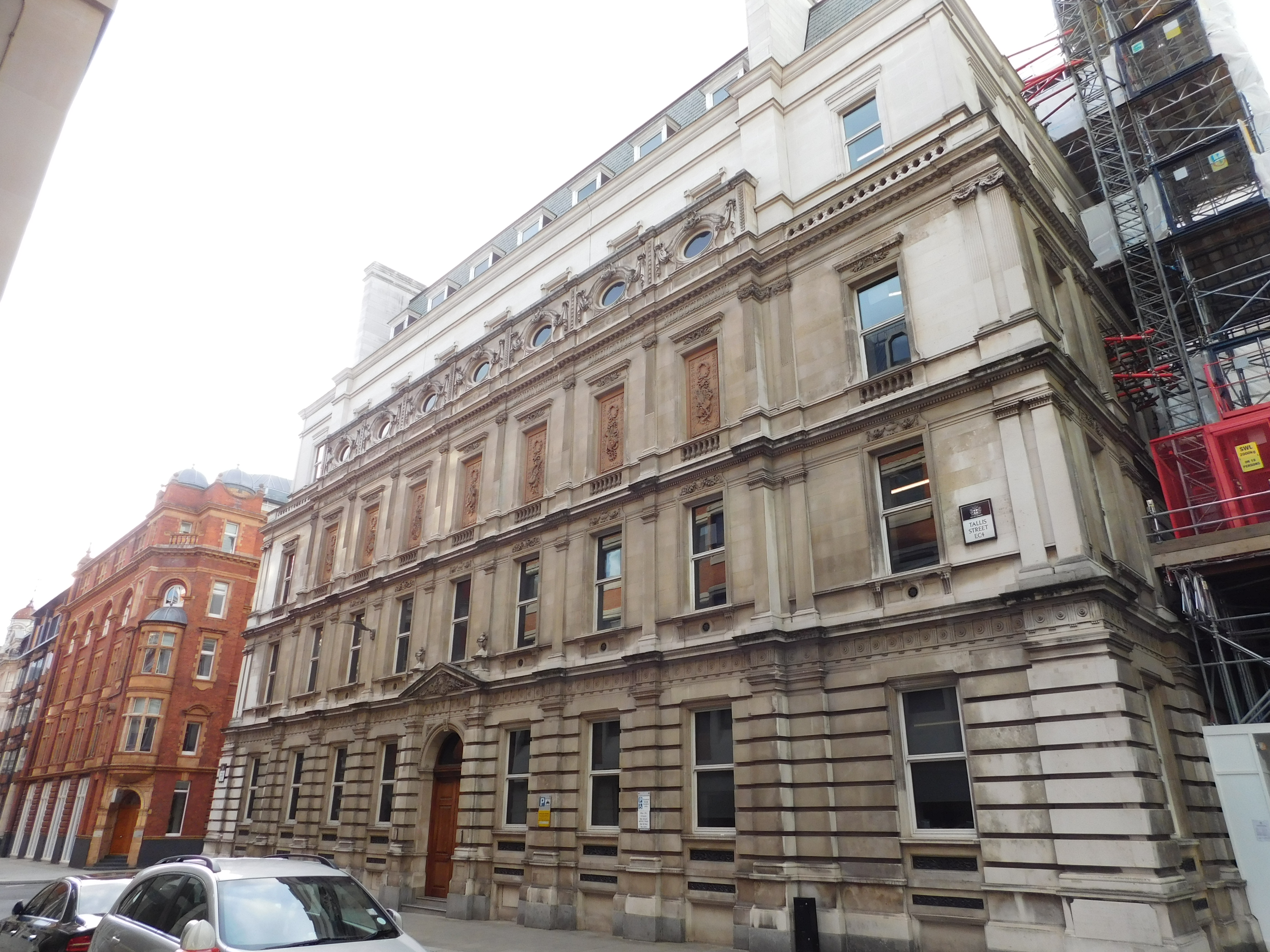
Guildhall School of Music
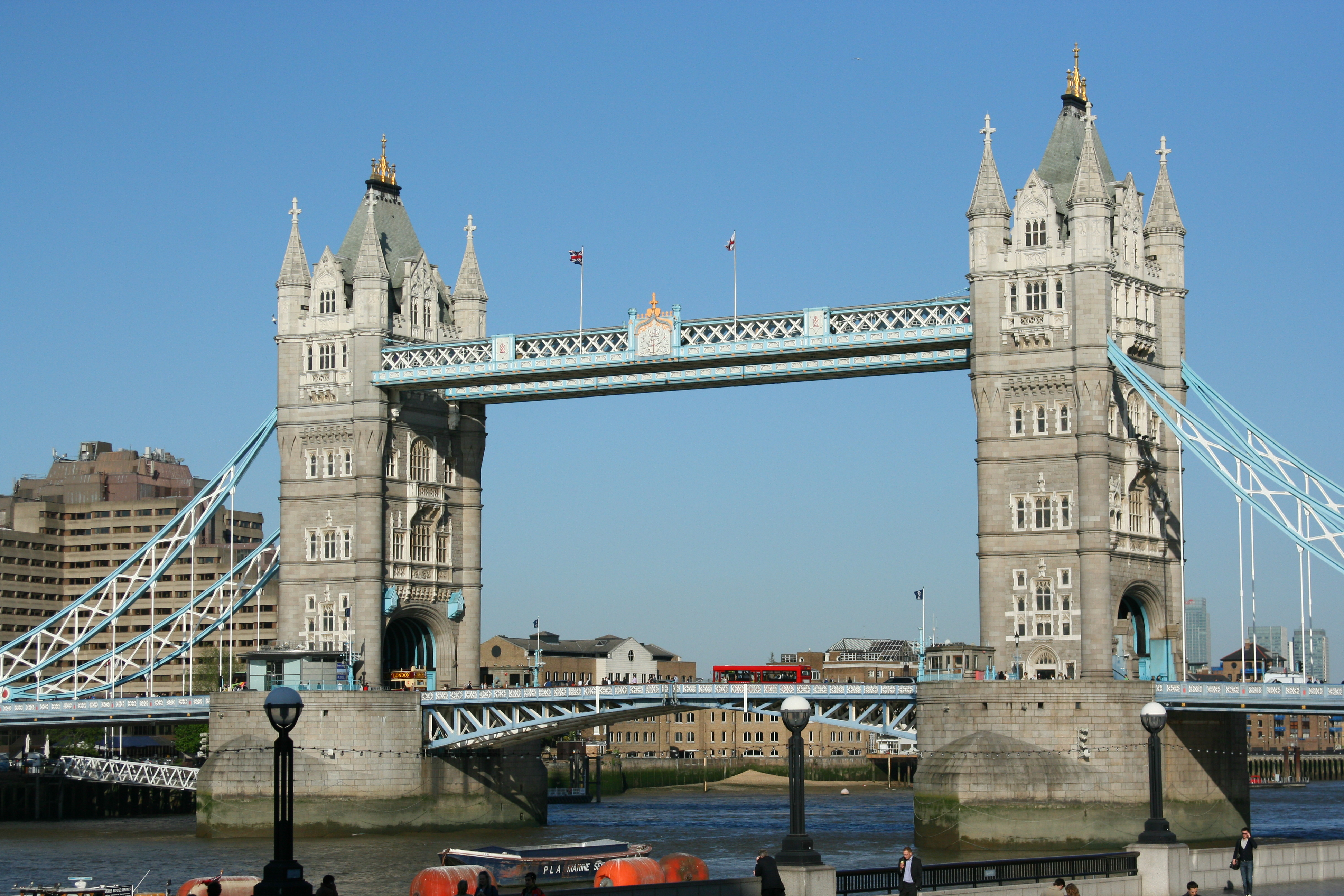
Tower Bridge
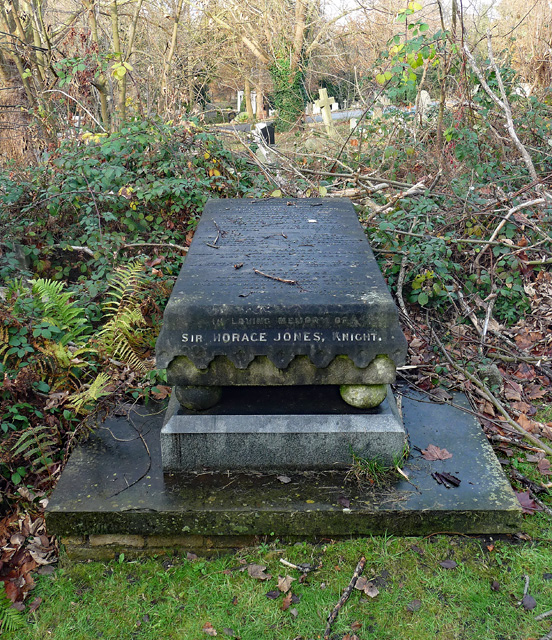
Grabmal von Jones